# 渡正監

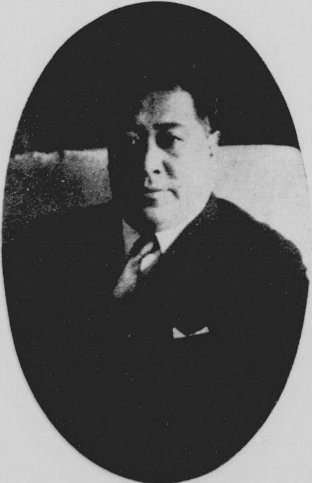
渡正監

渡 正監（わたり まさみ、1897年（明治30年）9月5日 - 1953年（昭和28年）2月7日）は、日本の内務官僚。上海共同租界警視総監。

## 経歴
貴族院議員・錦鶏間祗候渡正元の九男として生まれ、兄渡干城の養子となった。1921年（大正10年）、東京帝国大学法学部政治学科を卒業し、文官高等試験行政科・外交科に合格した。東京府属、社会局属、大阪府警視・保安課長、警察講習所教授、和歌山県書記官・警察部長、静岡県書記官・学務部長、福島県書記官・警察部長、青森県書記官・総務部長、東京府書記官・経済部長、千葉県書記官・総務部長を歴任した。
1941年（昭和16年）に在中華民国大使館参事官に転じ、翌年から上海共同租界警視総監も兼ねた。
戦後、公職追放となった。

## 栄典
勲章等
- 1940年（昭和15年）8月15日 - 紀元二千六百年祝典記念章[6]

外国勲章佩用允許
- 1945年（昭和20年）7月31日 - 中華民国：二級同光勲章[7]

## 著書
- 『民事紛争と其解決』（大学書房、1929年）
- 『警察行政の理論と実際』（警察新報社、1929年）
- 『警察実務大綱 民事法律関係を中心とする』（法制時報社、1931年）
- 『警務大系』上・下（警務研究会、1932年） - 清水重夫との共著

## 親族
- 父：渡正元 - 貴族院議員・錦鶏間祗候。
- 養父/兄 - 渡干城 - 武州銀行東京支店支配人
- 妻：鶴子 - 実業家尾高次郎の四女。
- 兄：渡久雄 - 陸軍中将
- 兄：渡左近 - 陸軍中将